# Caroline Mikkelsen
Caroline Mikkelsen   (Dinamarca, 20 de novembre de 1906 - Noruega, 15 de setembre de 1998), també coneguda pel nom de casada Caroline Mandel, va ser una exploradora danesa-noruega que el 20 de febrer de 1935 es va convertir en la primera dona a trepitjar l'Antàrtida.

## Exploració antàrtica
Caroline Mikkelsen va néixer el 20 de novembre de 1906 a Dinamarca. Més tard, es va casar amb el seu primer marit, el capità noruec Klarius Mikkelsen, i es va traslladar a Noruega.

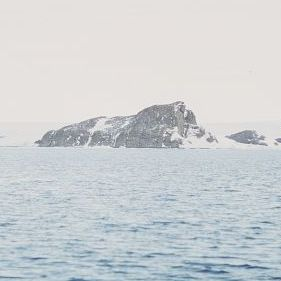
Mont Caroline Mikkelsen

L'hivern del 1934 al 1935, va acompanyar el seu marit en una expedició a l'Antàrtida patrocinada per Lars Christensen, en el vaixell de reabastament M/S Thorshavn, amb l'objectiu de cercar terres antàrtiques que es Noruega pogués annexionar. El mont Caroline Mikkelsen porta el seu nom en honor seu.
El 20 de febrer de 1935, el grup de l'expedició va tocar terra en alguna part de la plataforma continental antàrtica. Mikkelsen va abandonar la nau i va ajudar a aixecar i onejar la bandera noruega, com també en la construcció d'un cairn commemoratiu. No hi ha registre de cap afirmació de Mikkelsen en el moment de l'aterratge a l'Antàrtida, però inicialment es creia que havia aterrat als Vestfold Hills, prop de l'actual Base Davis. De fet, no va parlar públicament del viatge fins al 1995, seixanta anys després del desembarcament, quan en va parlar al diari noruec Aftenposten després de ser contactada per la líder de la Base Davis Diana Patterson.
El 1941, va morir el seu marit Klarius. El 1944, es va casar amb Johan Mandel, de Tønsberg (Noruega). La mateixa Mikkelsen va morir uns anys més tard, el 1998.
El 1998 i el 2002, es van publicar articles històrics al Polar Record en els quals uns investigadors australians van concloure que el grup de desembarcament del Thorshavn, inclosa Mikkelsen, va aterrar a les illes Tryne, on encara es pot veure un marcador a l'anomenat Cairn de Mikkelsen. El lloc d'aterratge es troba a uns cinc quilòmetres de l'Antàrtida continental. No s'ha descobert cap lloc alternatiu d'aterratge continental per a Mikkelsen, malgrat que els treballadors dels treballadors de la Base Davis han investigat el tema durant molts anys.
En conseqüència, Mikkelsen és considerada la primera dona que va trepitjar l'Antàrtida, mentre que Ingrid Christensen és vista com la primera que es va plantar a l'Antàrtida continental.